# Ferrovia Nova Gorica-Gorizia
La ferrovia Nova Gorica-Gorizia è una linea ferroviaria internazionale a trazione termica gestita da RFI per la parte italiana e da SŽ per quella in territorio sloveno.

## Storia
Il transito internazionale venne aperto all'esercizio il 13 ottobre 1960. È stata l'ultima linea ferroviaria gestita da RFI ad essere esercitata de facto con il Blocco Telefonico in quanto il 9 dicembre 2021 è stato sostituito col più moderno e sicuro Blocco Conta-assi.
Secondo la convenzione tra il governo italiano e quello sloveno del 22 maggio 1995 la circolazione avviene con regolamento RFI ed è regolata in dirigenza locale coordinata dal Dirigente Centrale di Venezia Mestre.

## Percorso
| Continuation backward | Unknown route-map component "b" |

| Unknown route-map component "exvKSTRa-" + Unknown route-map component "v-STR" + Unknown route-map component "lvBHF" |  | Unknown route-map component "+d" |

| Unknown route-map component "evTUNNEL2" |  | Unknown route-map component "+d" |

| Unknown route-map component "ev-SHI2g+r" + Unknown route-map component "v-SHI2l" | Unknown route-map component "vSHI2+r-" | Unknown route-map component "+d" |

| 92+129 |
| 0+000  |

| Unknown route-map component "vSTR-HST" | Unknown route-map component "+d" |

|  | Unknown route-map component "dSTR~L" | Unknown route-map component "xSTRlg+lf" + Unknown route-map component "STR~R" | Unknown route-map component "evÜSTxlq" | Unknown route-map component "exLSHI1+rq" + Unknown route-map component "LSHI1+lq" | Unknown route-map component "dLCONTfq" |

| Unknown route-map component "xvÜSTxr" | Unknown route-map component "+d" |

| Unknown route-map component "evSHI2g+l-" + Unknown route-map component "lvDST" | Unknown route-map component "+d" |

| Unknown route-map component "exKINTaq" | Unknown route-map component "ABZg+lxr" | Unknown route-map component "KINTeq" | Unknown route-map component "b" |

| Unknown route-map component "GRZq" + Restricted border on track | Unknown route-map component "b" |

| 1+855 |
| 2+577 |

| Unknown route-map component "ABZg+l" | Unknown route-map component "KDSTeq" |  |

| Unknown route-map component "exkLLSTR2" + Straight track | Unknown route-map component "b" |

| Unknown route-map component "exkLLSTRc1" + Unknown route-map component "kSTRc2" + Straight track | Unknown route-map component "exkLLSTRl+4" + Unknown route-map component "kSTR3+l" | Unknown route-map component "dCONTfq" | Unknown route-map component "d" |

| Unknown route-map component "kABZg+1" | Unknown route-map component "b" |

| Station on track | Unknown route-map component "b" |

| Continuation forward | Unknown route-map component "b" |